# بيت العقبى (مدينة حجة)

تعديل مصدري - تعديل

بيت العقبى هي إحدى قرى عزلة حملان بمديرية مدينة حجة التابعة لمحافظة حجة، بلغ تعداد سكانها 100 نسمة حسب تعداد اليمن لعام 2004.